# Speleonectes gironensis
Speleonectes gironensis is een ladderkreeftensoort uit de familie van de Speleonectidae. De wetenschappelijke naam van de soort is voor het eerst geldig gepubliceerd in 1994 door Yager.